# Square Enix
Square Enix és una companyia japonesa de videojocs creada el 2003 com a fusió de dues empreses (Enix i Square Company) també dedicades al sector. Aposten majoritàriament per jocs de rol que exporten a diversos mercats i plataformes i si tenen èxit en fan sagues o fins i tot adaptacions al cinema. El 2008 va adquirir Eidos, incorporant els seus títols al catàleg general. Alguns dels jocs més coneguts són:
- La saga Final Fantasy
- Dragon Quest i seqüeles
- Adaptacions de jocs clàssics com Space Invaders o Secret of Mana a nous formats i entregues
- Kingdom Hearts
- La saga Carmageddon

- Tomb Raider

Jocs destacats anteriors a fusió de Square Enix :
- Chrono Trigger (Anterior a fusió amb Enix, desenvolupat per Square Co., Ltd)
- Secret of evermor (Anterior a fusió amb Enix, desenvolupat per Square Co., Ltd)
- Terranigma (Anterior a fusió amb Enix, desenvolupat per Enix Corporation)